# خورخي أندرو
خورخي أندرو (بالإسبانية: Jorge Andrew) هو لاعب كرة مضرب فنزويلي، ولد في 2 نوفمبر 1951 في كاراكاس في فنزويلا.

## وصلات خارجية
- خورخي أندرو على موقع رابطة محترفي التنس (الإنجليزية)
- خورخي أندرو على موقع الاتحاد الدولي لكرة المضرب (الإنجليزية)
- خورخي أندرو على موقع كأس ديفيز (الإنجليزية)
- خورخي أندرو على موقع خلاصة التنس.كوم (الإنجليزية)